# Amstrad CPC

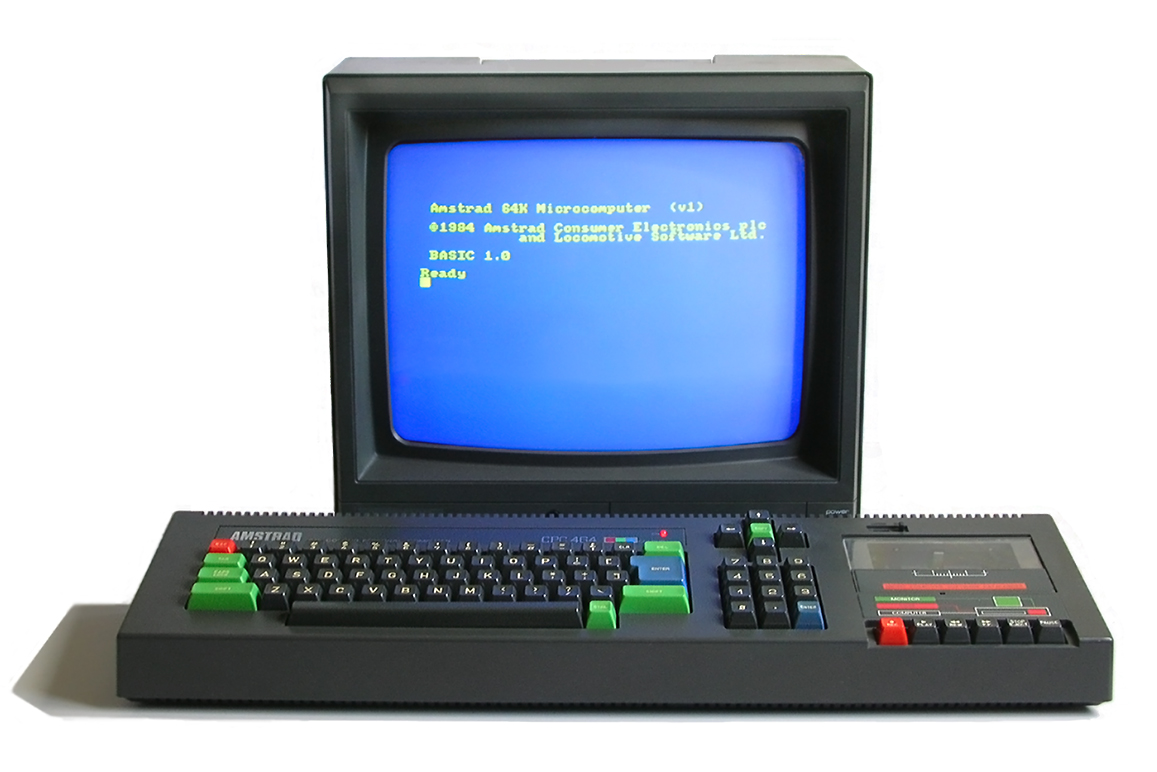
Amstrad CPC 464, med CTM644 färgmonitor.

Amstrad CPC var en serie 8-bits hemdatorer tillverkade av Amstrad under 1980-talet. CPC stod för Colour Personal Computer, även om det fanns en variant av datorn med grön skärm (GT65/66) och en med färg (CTM640). Maskinen skapades som en konkurrent till Commodore 64 och Sinclair ZX Spectrum-systemen.

## Amstrad CPC, ett komplett system
Amstrad marknadsförde datorn ursprungligen som ett system som gav mer än dess konkurrenter ZX Spectrum och C64 då Amstrads dator var ett komplett system - köptes systemet fanns allt med. Till skillnad mot C64 eller ZX Spectrum levererades Amstrad CPC med en egen monitor, hade en inbyggd bandspelarenhet, floppydisk och små högtalare. Marknadsföringen gav ett professionellt intryck genom att den kunde jämföras med företagssystem istället för spel- eller hemorienterade system.
Genom att systemet kom till den europeiska 8-bitsmarknaden sent fick CPC:n aldrig samma försäljningsvolym som dess två största konkurrenter, men fördelen med dess kompletta system gjorde ändå att systemet sålde bra under det sena 1980-talet. CPC:n hade mycket stark konkurrens i Storbritannien, men i Frankrike var den mest populär och sålde bäst av alla datorer där under den tiden.

## Hårdvara
Alla CPC-modeller var baserade på Zilog Z80-processorn på 4 MHz. Systemet kom antingen med 64 KiB eller 128 KiB RAM beroende på modell och kunde utökas upp till 512 KiB. Maskinen är utrustad med en grafikkrets som heter Motorola 6845 och använde vanliga 9-pins Atari-joystickar.

### Grafik
De vanliga skärmlägena var:
- Mode 0: 160×200 pixlar med 16 färger
- Mode 1: 320×200 pixlar med 4 färger
- Mode 2: 640×200 pixlar med 2 färger

Färgpaletten hade 27 olika nyanser. De senare Plus-modellerna utökades till en färgpalett med 4096 nyanser, och med stöd för hårdvaru-spritar.

### Ljud
CPC:n använde General Instruments AY-3-8912-ljudchip, vilken hade tre kanaler. Varje kanal var individuellt programmerbar och kunde generera fyrkantsvåg, vitt brus eller båda.
Genom smart programmering kunde chippet även återge digitalt ljud i en upplösning av ungefär 5-bit. Digitalt ljud var dock processorkrävande och svår att kombinera med andra processer.

## Program

### Inbyggt BASIC och operativsystem
Likt många andra hemdatorer vid denna tidpunkt hade CPC:n sitt eget operativsystem och BASIC-tolk inbyggt i ROM:en. Datorn använde Locomotive BASIC - en variant specifikt skriven för CPC-hårdvaran, vilket resulterade i snabbare program än det vanliga Microsoft BASIC som användes i Commodore 64 och MSX bland annat. Locomotive BASIC var noterbart för dess enkla åtkomst till maskinens video- och ljudresurser.

### Andra språk
Kompilatorer fanns för Locomotive BASIC, C och Pascal, men de flesta CPC-programmen skrevs i Z80a-processorns Assembler-språk. En tolk för Logo fanns även tillgänglig.